# Viaducto Príncipe Edward
El viaducto Príncipe Edward es el nombre de un puente en Toronto que conecta a Bloor Street East, en el lado oeste, con Danforth Avenue en el este. M#xE1;s conocido comúnmente como el viaducto de la calle Bloor, el Viaducto Bloor o simplemente el viaducto, se extiende por todo el valle del río Don, cruzándolo de este a oeste.

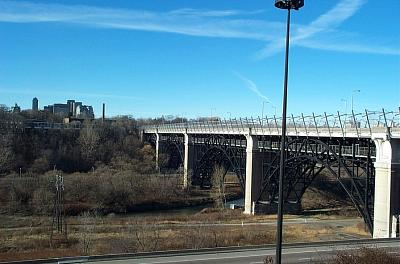
El viaducto Príncipe Edward.

El sistema también incluye el valle de Rosedale fase y la Fase Sherbourne, un terraplén construido para ampliar Bloor Street East Rosedale al barranco de aproximadamente el área de Sherbourne Street. Fue diseñado por John B. Parkin y Asociados con Delcan Cater y completado en 1966.
La carretera tiene cinco carriles con un carril para bicicletas en cada sentido. 

## En la cultura Popular
El viaducto aparece en:
- Resident Evil: Apocalipsis como el Puente de Ravens Gate o Ravens Gate Bridge.